# Joan Bou
Joan Bou Company (Valencia, 16 gennaio 1997) è un ciclista su strada spagnolo che corre per il team Caja Rural-Seguros RGA, professionista dal 2018.

## Palmarès

### Strada

#### Altri successi
- 2019 (Nippo Vini Fantini Faizanè)

Classifica scalatori Tour de Hokkaido
- 2021 (Euskaltel-Euskadi)

Classifica scalatori Grande Prémio Internacional de Torres Vedras-Troféu Joaquim Agostinho

## Piazzamenti

### Grandi Giri
- Vuelta a España

2021: 103º
2022: 82º
2024: 72º

### Classiche monumento
- Giro di Lombardia

2018: 91º

### Competizioni europee
- Campionati europei

Tartu 2015 - Cronometro Junior: 36º
Tartu 2015 - In linea Junior: 99º